# در درون دریا (فیلم)
توی دریا (به انگلیسی: Into the Blue) فیلمی محصول سال ۲۰۰۵ به کارگردانی جان استاکول است. در این فیلم بازیگرانی همچون پل واکر، جسیکا آلبا، اسکات کان، اشلی اسکات، جاش برولین، جیمز فرین و تایسن بکفورد ایفای نقش کرده‌اند.

## داستان
جارد (پل والکر) و سام (جسیکا آلبا) که غواصان ماهری هستند به همراه برایس (اسکوت کان) و دوستش آماندا (اشلی اسکوت) در کف دریا به لاشه هواپیمایی غرق شده برمی‌خورند که درون آن محموله‌ای بزرگ از کوکائین وجود دارد. آنها در نزدیکی هواپیما نشانه‌هایی از یک کشتی افسانه‌ای نیز پیدا می‌کنند که گفته می‌شود حامل میلیون‌ها دلار طلا بوده‌است. برایس آنها را ترغیب می‌کند تا با فروش مقداری از کوکائین‌ها مبلغ مورد نیاز برای اکتشاف را بدست‌آورند اما صاحبان اصلی کوکائین‌ها با خبر شده و…